# 曲水河
曲水河，又称高崀水，是广东省肇庆市四会市境内的一条河流，是北江二级支流、绥江一级支流。发源于四会市石狗镇鸡乸头（皆麻英），在黄田镇万洞村汇入绥江。河长20.415千米，流域面积101平方千米。